# Debra Winger
Pour les articles homonymes, voir Winger.
Debra Winger est une actrice et productrice américaine née le 16 mai 1955 à Cleveland Heights (Ohio).

## Biographie et carrière
Debra Winger grandit en Californie dans une famille juive orthodoxe ; son père, Robert Winger, travaille dans l'emballage de viande et sa mère, Ruth, née Felder, est responsable administrative. Après une licence en sociologie, elle part en Israël en 1972 ; elle a déclaré publiquement et avec amusement que l'apparition sur Internet d'assertions selon lesquelles elle a fait partie d'un kibboutz faisait « boule de neige » alors qu'elle n'en aurait en fait que visité un dans le cadre d'un programme de jeunesse typique. L'expérience n'est pas concluante et elle retourne aux États-Unis où elle prend des cours d'art dramatique.
Debra Winger, après avoir interprété le film érotique Slumber Party '57 en 1976 et Wonder Girl à la télévision, obtient son premier grand rôle en 1980 dans Urban Cowboy de James Bridges, dans lequel elle est l'objet de la rivalité entre John Travolta et Scott Glenn. Elle joue ensuite dans Rue de la sardine (Cannery Row) de David S. Ward, une adaptation du roman du même nom de John Steinbeck aux côtés de Nick Nolte. Ces deux longs-métrages la révèlent au grand public et elle est ensuite la partenaire de Richard Gere dans Officier et gentleman, immense succès public. La même année elle incarne pour Steven Spielberg la « nurse zombie Carrying Poodle » dans E.T., l'extra-terrestre - intervention non créditée.
Debra Winger a eu pour autre chance de jouer aux côtés de Jack Nicholson et Shirley MacLaine dans Tendres Passions de James L. Brooks, autre immense succès. Elle parvient à éclipser ses prestigieux partenaires par son interprétation, qui lui vaut une nomination aux Oscars en 1983. Ensuite son tempérament volcanique et sa fibre mélodramatique trouvent à s'exprimer pleinement dans une série de thrillers : l'actrice travaille de nouveau avec James Bridges pour Mort d'un "dealer"... et rivalise avec Theresa Russell dans La Veuve noire mis en scène par Bob Rafelson ; elle se confronte à Robert Redford dans L'Affaire Chelsea Deardon d'Ivan Reitman, à Tom Berenger dans La Main droite du diable de Costa-Gavras et retrouve Nick Nolte dans Chacun sa chance de Karel Reisz. Elle acquiert cependant la réputation d'une actrice difficile et la légendaire Bette Davis dira se reconnaître en elle dans un entretien avec Barbara Walters. De 1986 à 1990 Debra Winger est mariée avec l'acteur Timothy Hutton. Elle apparaît d'ailleurs dans Bienvenue au Paradis (Made in Heaven) d'Alan Rudolph dont il tient la vedette avec Kelly McGillis, et Hutton fait une apparition non créditée dans La Main droite du diable.
En 1990, elle est dirigée par Bernardo Bertolucci dans Un thé au Sahara d'après Paul Bowles, où elle est l'épouse de John Malkovich. Si En toute bonne foi de Richard Pearce et Wilder Napalm de Glenn Gordon Caron (sur lequel elle rencontre l'acteur-réalisateur Arliss Howard, son deuxième mari), respectivement avec Steve Martin et Dennis Quaid ne figurent pas parmi ses films les plus célèbres, la star est à nouveau nommée en 1994 aux Golden Globes pour Une femme dangereuse de Stephen Gyllenhaal, et aux Oscars pour Les Ombres du cœur de Richard Attenborough, dont elle partage l'affiche avec Anthony Hopkins. En 1995, elle joue la « méchante méchante sorcière de l'ouest » dans Le Magicien d'Oz sur scène et participe au film de Billy Crystal Forget Paris.
En 2001 elle est membre du jury du Festival international du film de Locarno, au côté notamment de la comédienne italienne Laura Morante. Le palmarès doit faire face à une polémique.
Debra Winger se retire ensuite du devant de la scène pendant quelques années. Ce retrait de la vie publique a inspiré la comédienne Rosanna Arquette pour son documentaire présenté au Festival de Cannes 2004 : À la recherche de Debra Winger. On la retrouve en juillet de cette même année dans Radio, aux côtés de Cuba Gooding Jr.. L'année suivante, la comédienne est nommée aux Emmy Awards pour le téléfilm Dawn Anna dirigé par Arliss Howard.
En 2009 elle est présidente du jury du Festival du film de Zurich.
En 2011 elle fait partie du jury du 6e Festival international du film de Rome. Cette édition est présidée par le compositeur italien Ennio Morricone, et la réalisatrice Susanne Bier fait partie des 4 autres membres du jury ; lors de la cérémonie de clôture c'est elle qui remet à Richard Gere le Prix Marc Aurèle d'honneur,.

## Filmographie

### Cinéma
- 1976 : Slumber Party '57 de William A. Lavey : Debbie
- 1978 : Dieu merci, c'est vendredi (Thank God It's Friday) de Robert Klane : Jennifer
- 1979 : French Postcards de Willard Huyck : Melanie
- 1980 : Urban Cowboy de James Bridges : Sissy Davis
- 1982 : Rue de la sardine (Cannery Row) de David S. Ward : Suzy DeSoto
- 1982 : Officier et Gentleman (An Officer and a Gentleman) de Taylor Hackford : Paula Pokrifki
- 1982 : E.T. l'extra-terrestre (E.T. the Extra-Terrestrial) de Steven Spielberg : l'infirmière zombie (non créditée)
- 1983 : Tendres Passions (Terms of Endearment) de James L. Brooks : Emma Greenway Horton
- 1984 : Mort d'un "dealer" (Mike's Murder) de James Bridges : Betty Parrish
- 1986 : L'Affaire Chelsea Deardon (Legal Eagles) d'Ivan Reitman : Laura J. Kelly
- 1987 : La Veuve noire (Black Widow) de Bob Rafelson : Alexandra 'Alex' Barnes
- 1987 : Bienvenue au Paradis (Made in Heaven) d'Alan Rudolph : Emmett Humbird
- 1988 : La Main droite du diable (Betrayed) de Costa-Gavras : Catherine Weaver, alias Katie Phillips
- 1990 : Chacun sa chance (Everybody Wins) de Karel Reisz : Angela Crispini
- 1990 : Un thé au Sahara (The Sheltering Sky) de Bernardo Bertolucci : Kit Moresby
- 1992 : En toute bonne foi (Leap of Faith) de Richard Pearce : Jane Larson
- 1993 : Mise à feu (Wilder Napalm) de Glenn Gordon Caron : Vida Foudroyant
- 1993 : Une femme dangereuse (A Dangerous Woman) de Stephen Gyllenhaal : Martha Horgan
- 1993 : Les Ombres du cœur (Shadowlands) de Richard Attenborough : Joy Gresham
- 1995 : Forget Paris de Billy Crystal : Ellen Andrews Gordon
- 2001 : Big Bad Love d'Arliss Howard : Marilyn
- 2003 : Radio de Michael Tollin : Linda
- 2004 : Folles Funérailles (Eulogy) de Michael Clancy : Alice Collins
- 2008 : Rachel se marie (Rachel Getting Married) de Jonathan Demme : Abby
- 2012 : Lola Versus de Daryl Wein (en) : Robyn
- 2014 : Le Virtuose (Boychoir) de François Girard : Ms Steel
- 2017 : The Lovers d'Azazel Jacobs : Mary
- 2020 : Kajillionaire de Miranda July : Theresa Dyne

### Télévision
- 1976-1977 : Wonder Woman (série) : Drusilla alias Wonder Girl
- 1977 : Szysznyk, épisode Run, Jenny, Run de Ron Landry et Jim Mulligan (série) : Jenny
- 1978 : Special Olympics de Lee Philips (téléfilm) : Sherrie Hensley
- 1978 : Sergent Anderson, épisode Battered Teachers d'Alvin Ganzer (série) : Phyllis Baxter
- 1978 : James at 15, épisode Hunter Country de Stan Lathan (série) : Alicia
- 1995 : The Wizard of Oz in Concert: Dreams Come True : la méchante sorcière de l'Ouest
- 2005 : Une vie à l'épreuve (Dawn Anna) d'Arliss Howard (téléfilm) : Dawn Anna Townsend
- 2005 : Quelques jours en avril (Sometimes in April) de Raoul Peck (téléfilm) : Prudence Bushnell
- 2010 : New York, police judiciaire (Law and Order), épisode Boy on Fire de Rose Troche (série) : la directrice Woodside
- 2010 : En analyse (In Treatment), saison 3 (série) : Frances
- 2014 : La Fille du désert (The Red Tent) de Roger Young (mini série) : Rebecca
- 2017 : Comrade Detective épisode No Exit de Rhys Thomas (série) : voix
- 2018 : Patriot (série) : Bernice Tavner
- 2016-2020 : The Ranch (série) : Maggie Benett

### Productrice
- 2001 : Big Bad Love

## Distinctions

### Nominations
- 1981 : BAFTA du nouveau venu le plus prometteur dans un rôle principal au cinéma - Urban Cowboy[4]
- 1981 : Golden Globe de la meilleure actrice dans un second rôle et de la révélation féminine de l'année - Urban Cowboy
- 1983 : Oscar de la meilleure actrice - Officier et Gentleman
- 1984 : Oscar de la meilleure actrice - Tendres Passions
- 1994 : Oscar de la meilleure actrice - Les Ombres du cœur

## Anecdote
Debra Winger était pressentie pour incarner Marion Ravenwood dans Les Aventuriers de l'arche perdue.

### Revue de presse
- Thomas Destouches, « Le choix de Debra. Alors qu'elle était au sommet de sa carrière, Debra Winger a quitté les plateaux pour se consacrer à sa famille », Télécâble Sat Hebdo no 1477, SETC, Saint-Cloud, 20 août 2018, p. 18-19,  (ISSN 1630-6511)